# Tupac Amaru Ediciones
Tupac Amaru Ediciones abreviado TAE fue una editorial uruguaya vinculada al Movimiento de Liberación Nacional-Tupamaros cuya actividad se extendió desde 1986 hasta 1996. En su década de existencia publicó alrededor de 100 libros de unos 60 autores uruguayos y extranjeros.

## Historia
Luego de la dictadura uruguaya, el MLN-T incursionó en la creación de varios proyectos de comunicación, como la editorial TAE, la radio CX 44, la publicación Mate amargo o la revista Temas. Como antecedente a la creación de la editorial, se puede encontrar la publicación del libro del doble agente cubano Manuel Hevia, titulado "Pasaporte 11333", el cual fue editado en Uruguay con su autorización. Este libro fue publicado con el pie de imprenta "Revista Liberación Nacional" en 1985 y al año siguiente comenzaron las publicaciones formales de la editorial.
La dirección de la editorial la ejercieron Leopoldo Lafferranderie y Edmundo Canalda, y en sus años de actividad publicó textos relevantes miembros del MLN-T sobre su propia historia, como "Historia de los Tupamaros" de Eleuterio Fernández Huidobro, "Memorias del calabozo" de Fernández Huidobro en coautoría con Mauricio Rosencof, "El abuso" de Antonio Bandera Lima el cual relató la fuga del penal de Punta Carretas por parte de un centenar de militantes tupamaros o "Historia de 13 palomas y 38 estrellas", de Graciela Jorge que narra dos fugas masivas de mujeres, en su mayoría tupamaras de la Cárcel de Cabildo en las operaciones llamadas Operación Paloma y Operación Estrella en 1970 y 1971 respectivamente.
No obstante, la editorial no solo publicó textos de corte político, incursionando en la literatura infantil hacia la década de 1990. En este contexto se publicaron las primeras obras de Ignacio Martínez, Roy Berocay y Helen Velando.
Las primeras publicaciones de TAE se enmarcaron en un pequeño boom editorial post dictadura, con una fuerte presencia de literatura testimonial y textos que recibieron el nombre de "literatura del desexilio" y "del desinsilio", refiriéndose a los procesos sociales de regreso de los exiliados políticos uruguayos y de recuperación de la vida democrática para quienes habían permanecido en el país. Según Claudio Rama y Gustavo Delgado, TAE fue "la más clara expresión de esta demanda latente post-dictadura, que permitió tirajes de más de 20 mil ejemplares para varios títulos." Este éxito permitió a la editorial financiar la salida de la publicación Mate amargo de aparición quincenal.